# Conner Bleackley
Conner Bleackley (* 7. Februar 1996 in High River, Alberta) ist ein kanadischer Eishockeyspieler, der zuletzt bis zum Ende der Saison 2023/24 bei den Rapid City Rush aus der ECHL unter Vertrag gestanden und dort auf der Position des Centers gespielt hat. Zuvor absolvierte Bleackley unter anderem 135 Spiele in der American Hockey League (AHL).

## Karriere
Conner Bleackley spielte in seiner Jugend zunächst bei High River MHA und später bei den Okotsko Oilers und wurde beim Bantam Draft 2011 der Western Hockey League in der ersten Runde als 21. Spieler von den Red Deer Rebels ausgewählt. Danach spielte er zunächst eine halbe Spielzeit lang für die UFA Bisons of Strathmore in der Alberta Midget Hockey League, bevor er in der zweiten Hälfte der WHL-Saison 2011/12 für die Red Deer Rebels debütierte.
Bereits in seiner zweiten vollständigen Spielzeit 2013/14 wurde Conner Bleackley als 17-Jähriger zum Mannschaftskapitän der Red Deer Rebels ernannt. In der Saison erzielte er in 71 Spielen 68 Scorerpunkte und nahm während der Saison am CHL Top Prospects Game teil. Im NHL Entry Draft 2014 wurde Bleackley als 23. Spieler von der Colorado Avalanche aus der National Hockey League gezogen. Dort wurde er allerdings aufgrund seiner fehlenden Kondition kritisiert, weshalb es nach einem Trainingslager nicht zu einer Vertragsunterzeichnung kam. Stattdessen wurde Bleackley wieder zu den Red Deer Rebels zurückgeschickt, wo er im Spieljahr 2014/15 in 51 Spielen 49 Punkte erzielte. Am 6. Februar 2015 erlitt Bleackley eine Leistenverletzung, weshalb er bis zum Saisonende ausfiel.
Vor der Spielzeit 2015/16 nahm Bleackley an einem weiteren Trainingslager der Colorado Avalanche teil, um seine Chancen auf einen Einstiegsvertrag zu erhöhen. Vor Saisonbeginn verzichtete Bleackley zudem auf das Amt als Mannschaftskapitän. Während der Spielzeit erzielte er in 47 Spielen 41 Punkte, ehe er sich am 23. Januar 2016 beim Spiel gegen die Everett Silvertips die Kniescheibe brach. Aufgrund dieser Verletzung erhielt er keinen Vertrag bei der Colorado Avalanche. Stattdessen wurde er am 29. Februar 2016 zusammen mit seinen Mitspielern Alex Tanguay und Kyle Wood an die Arizona Coyotes abgegeben, die im Gegenzug Mikkel Bødker nach Colorado schickten. Unter Berufung auf seine Verletzungshistorie boten ihm die Coyotes allerdings ebenfalls keinen Vertrag an.
Im NHL Entry Draft 2016 wurde Bleackley an 144. Position von den St. Louis Blues gezogen, die ihn am 2. Juli 2016 mit einem Dreijahresvertrag ausstatteten. Er war nach zwei Jahren ohne NHL-Vertrag erneut für den Entry Draft verfügbar geworden. Bei den Blues spielte er zunächst für deren Farmteam, die Chicago Wolves, in der American Hockey League (AHL). In seiner ersten Spielzeit dort kam er zu 45 Einsätzen und 18 Scorerpunkten. Im weiteren Verlauf der Saison absolvierte Bleackley ebenfalls Spiele für die Missouri Mavericks in der ECHL. Seit Beginn der Saison 2018/19 spielte Bleackley für die San Antonio Rampage, das neue Farmteam der Blues, bevor er im Sommer 2019 einen auf die ECHL beschränkten Vertrag bei den Idaho Steelheads unterzeichnete. Diese gaben ihn im Januar 2020 innerhalb der Liga an die Maine Mariners ab. Darüber hinaus bestritt er im Rahmen von Probeverträgen einige Partien für die Texas Stars sowie das Hartford Wolf Pack aus der AHL. Im Januar 2021 schloss sich der Stürmer nach einem erneuten Vereinswechsel für die Saison 2020/21 den Allen Americans aus der ECHL an, bevor er im September desselben Jahres zu den Maine Mariners zurückkehrte. Nach zwei Spielzeiten zog es ihn im September 2023 zum Ligakonkurrenten Rapid City Rush.

### International
Im Jahr 2013 nahm Conner Bleackley für das Team Canada Pacific an der World U-17 Hockey Challenge teil, wo man sich nach drei Unentschieden in der Vorrunde nicht für das Halbfinale qualifizieren konnte. 2014 nahm Bleackley mit der kanadischen U18-Nationalmannschaft an der Weltmeisterschaft der U18-Junioren im finnischen Lappeenranta teil und gewann dort mit dem Team die Bronzemedaille.

## Erfolge und Auszeichnungen
- 2014 Teilnahme am CHL Top Prospects Game
- 2014 Bronzemedaille bei der U18-Junioren-Weltmeisterschaft
- 2018 Teilnahme am ECHL All-Star Game

## Karrierestatistik
Stand: Ende der Saison 2023/24

### International
Vertrat Kanada bei:
- World U-17 Hockey Challenge 2013
- U18-Junioren-Weltmeisterschaft 2014

(Legende zur Spielerstatistik: Sp oder GP = absolvierte Spiele; T oder G = erzielte Tore; V oder A = erzielte Assists; Pkt oder Pts = erzielte Scorerpunkte; SM oder PIM = erhaltene Strafminuten; +/− = Plus/Minus-Bilanz; PP = erzielte Überzahltore; SH = erzielte Unterzahltore; GW = erzielte Siegtore; 1 Play-downs/Relegation; Kursiv: Statistik nicht vollständig)